# Tutelina formicaria
Tutelina formicaria là một loài nhện trong họ Salticidae.
Loài này thuộc chi Tutelina. Tutelina formicaria được James Henry Emerton miêu tả năm 1891.